# Harajda János
Ivan Harajda (ruszinul Іван Гарайда; Drugetháza, 1905. január 29. – Ungvári SZMERS börtön, 1944. december 13.) ruszin nyelvész, pedagógus, fordító.

## Élete
Anyai nagyapja, Torma János drugetházi iskolaigazgató, apja Harajda András helyi iskolaigazgató volt. Szülei 1919-ben a csehszlovák államfordulat után, mint tanárok nem tették le az esküt és Magyarországra települtek. Székesfehérvárott érettségizett, majd 1928-ban az Eötvös Loránd Tudományegyetemen végzett jogot. 1929-től a Pécsi Egyetem diákja, s a lengyel kormány ösztöndíjasa a krakkói Jagelló Egyetemen, előbb diákként, majd oktatóként. Klasszikus lengyel és magyar irodalmi műveket fordított. 1935-től lengyel állampolgár. A második világháború elején, a németek 1939-ben kollégáival együtt letartóztatták és a Saxenhauseni koncentrációs táborban tartották fogva. 1940-ben magyar diplomáciai közbenjárásra, mint nehéz beteget elengedték. Ungváron telepedett le, s bekapcsolódott a helyi kultúrális életbe.
A Kárpátaljai Tudományos Társaság végrehajtó igazgatója és folyóratának, a Zorja-Hajnalnak kiadó-szerkesztője (1941-1943). Irodalmi újságokat szerkesztett, mint a Literaturna Nedilja (Irodalmi vasárnap; 1941-1944) és a Ruska molodež (Orosz Ifjúság; 1942-1944), illetve a Narodna biblioteka, Ditoča biblioteka és a Literaturno‑naukova biblioteka sorozatokat. Naptárakat, monográfiákat és fordításokat (például Balanyi Györgytől, Bartóky Józseftől, Tóth Tihamértől) jelentetett meg. A szovjet megszállást követően a katonai kémelhárítás bebörtönözte, s egy hónapon belül egyik kihallgatása során szívelégtelenségben elhunyt.

## Művei
- 1941 Grammatika ruskoho jazyka (A ruszin nyelv nyelvtana - ez a ruszin nyelv kodifikációja)
- 1942 A kárpátaljai kisorosz irodalomtörténet bibliográfiája (tsz. Mikuláš Lelekač)
- 1943 A kárpátaljai kisorosz irodalom bibliográfiája (tsz. Mikuláš Lelekač)
- 1944 Zahalna bybligrafija Podkarpatja (Kárpátalja általános bibliográfiája; tsz. Mikuláš Lelekač)
- Ruszin idegen szavak szótára
- Lengyel-magyar szótár
- Ruszin-magyar szótár (kéziratban)